# Mindernes magt
Mindernes magt er en amerikansk stumfilm fra 1918 af Maurice Tourneur.

## Medvirkende
- Elsie Ferguson - Rosamond English
- Wyndham Standing - Harry English
- Percy Marmont - Belhune
- Ethel Martin - Cunningham
- Clarence Handyside - Arthur Gerardine